# Cystotheca wrightii
Cystotheca wrightii är en svampart som beskrevs av Berk. & M.A. Curtis 1860. Cystotheca wrightii ingår i släktet Cystotheca och familjen Erysiphaceae.   Inga underarter finns listade i Catalogue of Life.